# Heronne
Die Heronne (auch Héronne geschrieben) ist ein Fluss in Frankreich, der im Département Haute-Marne in der Region Grand Est fließt. Sie entspringt im Gemeindegebiet von Laneuville-à-Rémy, entwässert in einem Bogen von Nordwest nach Südwest durch ein waldreiches Gebiet und mündet nach rund 24 Kilometern im Gemeindegebiet von Rives Dervoises als rechter Nebenfluss in die Voire.

## Orte am Fluss
(Reihenfolge in Fließrichtung)
- Planrupt
- Droyes
- Puellemontier, Gemeinde Rives Dervoises